# Bóng đá tại Angola
Bóng đá là môn thể thao phổ biến nhất tại Angola. Đội tuyển quốc gia Angola đã từng tham dự World Cup 2006 tại Đức và nhiều cầu thủ Angola đang thi đấu tại châu Âu, nhất là ở Bồ Đào Nha và Pháp. Girabola là giải đấu bóng đá cao nhất của Angola.

## World Cup 2006
Đội tuyển Angola lần đầu tham dự FIFA World Cup vào năm 2006. Trong vòng sơ loại, Angola đã vượt qua Nigeria, Zimbabwe, Gabon, Algérie và Rwanda ở bảng 4 để giành vé tham dự World Cup. Đội tuyển được sắp xếp vào bảng D cùng với Bồ Đào Nha, Mexico và Iran. Kết thúc vòng bảng, Angola hòa 2 trận và để thua 1 trận, đứng thứ 3 tại bảng đấu.